# John Logie Baird
John Logie Baird, FRSE (Helensburgh, 14 de agosto de 1888 – Bexhill, 14 de junho de 1946) foi um engenheiro escocês e o primeiro a construir um sistema de televisão viável, transmitindo, pela primeira vez, em fevereiro de 1924, imagens estáticas através de um sistema mecânico de televisão analógica, sendo, então, o primeiro a alcançar este feito.
Em 30 de outubro de 1925, transmitiu as primeiras imagens em movimento, e, em 26 de janeiro de 1926, construiu o primeiro sistema de televisão viável. Em 1927, fundou a Baird Television Development Company, a qual, em 1928, fez a primeira transmissão transatlântica de televisão entre Londres e Nova Iorque e também o primeiro programa de televisão para a BBC. Em 1931, realizou a primeira transmissão ao vivo.

## Biografia
John Logie Baird nasceu no dia 14 de agosto de 1888, em Helensburgh na costa oeste da Escócia. John era filho de um clérigo e teve problemas de saúde durante a maior parte da sua vida. Os seus estudos em Glasgow foram interrompidos pela Primeira Guerra Mundial. Rejeitado como incapaz para o exército, atuou como um engenheiro superintendente da Clyde Valley Electrical Power Company. Quando a guerra terminou estabeleceu-se em negócios, com resultados variados.
Em seguida, John mudou para o sul de Inglaterra, e aplicou-se na tentativa de construir uma televisão, um sonho de muitos inventores há vários anos. John começou a fazer experiências para tentar criar uma televisão durante a década de 20. Finalmente conseguiu em 1924 numa casa no Soho, onde enviou uma imagem televisionada a alguns metros de distância. Em 1925, apresentou o seu televisor. Esse sistema era composto de um disco giratório perfurado, no qual luzes de néon se acendiam por detrás, respondendo ao sinal de uma estação de rádio, que capturava as imagens através de um disco idêntico. Os ruídos provocados pelo aparelho dificultavam a emissão sonora, mas mesmo assim foi o primeiro aparelho a reproduzir imagens em movimento com 30 linhas de resolução.
Em 26 de janeiro de 1926, John deu a primeira demonstração de uma verdadeira televisão diante de 50 cientistas. Em 1927, demonstrou pela primeira vez a televisão a 438 milhas (700 quilômetros) de distância através da linha telefônica entre Glasgow e Londres, e formou a Baird Television Development Company (BTDC). No ano seguinte, sua empresa fez a primeira transmissão transatlântica entre Londres e Nova Iorque e a primeira transmissão até um navio no meio do Atlântico.
Em 1929, os Correios Alemães deram-lhe as facilidades para desenvolver um sistema de televisão baseado no sistema mecânico por ele inventado, o único existente até à altura. Em 1930, som e imagem começaram a ser enviados em conjunto; inicialmente eram enviados alternadamente. No entanto, os sistemas mecânicos inventados por Baird rapidamente se tornaram obsoletos, pois foram rapidamente superados pelo sistema desenvolvido por Marconi nos Estados Unidos. Embora tivesse investido mais em sistemas mecânicos, a fim de alcançar os primeiros resultados, Baird esteve também explorando sistemas eletrônicos em uma fase inicial.
Por essa altura, um comité de investigação da BBC, em 1935, pôs lado a lado o sistema de televisão de Baird, e o de Marconi de televisão totalmente eletrônica, que trabalhou em 405 linhas contra as 240 de Baird. Baird morreu em 14 de junho de 1946 em Bexhill-on-Sea em Sussex.